# Koenig & Bauer
Koenig & Bauer AG] (FWB: SKB
) er en tysk producent af trykpresser. Virksomheden har hovedkvarter i Würzburg og blev etableret af Friedrich Koenig og Andreas Friedrich Bauer i Würzburg i 1817, dermed er det verdens ældste eksisterende producent af trykpresser.